# David Helliwell
David Helliwell   (Vancouver, 26 de juliol de 1935 - Vancouver, 30 de desembre de 1993) fou un remer canandenc que va competir durant la dècada de 1950.
El 1956 va prendre part en els Jocs Olímpics d'Estiu de Melbourne, on guanyà la medalla de plata en la prova del vuit amb timoner del programa de rem. En el seu palmarès també destaca una medalla de plata als Jocs de l'Imperi Britànic de 1958.